# Lagurini
Lagurini — триба лемінгів підродини Arvicolinae. Містить три види в двох родах. Види цієї триби відомі як „степові лемінги“.
Триба містить такі види:
- Eolagurus
  - E. luteus
  - E. przewalskii
- Lagurus
  - L. lagurus

Філогенетичні дані, засновані на мтДНК, підтверджують, що водяні полівки з роду Arvicola насправді не належать до триби Arvicolini, а утворюють сестринську групу з Lagurini. Виходячи з дослідження, Lagurini та Arvicola разом утворюють сестринську групу до клади, що складається з Hyperacrius та решти Арвіколінів.